# Liste des choix de repêchages des Blue Jackets de Columbus
Cette liste contient tous les joueurs de hockey sur glace ayant été repêchés par les Blue Jackets de Columbus, franchise de la Ligue nationale de hockey. Les joueurs listés ci-dessus n'ont pas obligatoirement joué un match sous le maillot de l'équipe.
Elle regroupe les joueurs depuis le Repêchage de 2000 organisé par la LNH en 1999-2000, jusqu’à aujourd’hui,. Les joueurs sont classés par année de repêchage. Les deux premières colonnes donnent le rang et le tour duquel le joueur a été repêché suivis de son nom, de sa nationalité et de sa position de jeu.

## Les repêchages d'entrée

### 2000
| No  | Tour | Nom              | Nationalité        | Position       |
| --- | ---- | ---------------- | ------------------ | -------------- |
| 4   | 1er  | Rostislav Klesla | République tchèque | Défenseur      |
| 69  | 3e   | Ben Knopp        | Canada             | Ailier droit   |
| 133 | 5e   | Petteri Nummelin | Finlande           | Défenseur      |
| 138 | 5e   | Scott Heffernan  | Canada             | Défenseur      |
| 150 | 5e   | Tyler Kolarik    | États-Unis         | Centre         |
| 169 | 6e   | Shane Bendera    | Canada             | Gardien de but |
| 200 | 7e   | Janne Jokila     | Finlande           | Ailier gauche  |
| 231 | 8e   | Peter Zingoni    | États-Unis         | Centre         |
| 278 | 9e   | Martin Paroulek  | République tchèque | Ailier droit   |
| 286 | 9e   | Andrej Nedorost  | Slovaquie          | Centre         |
| 292 | 9e   | Louis Mandeville | Canada             | Défenseur      |

### 2001
| No  | Tour | Nom              | Nationalité | Position       |
| --- | ---- | ---------------- | ----------- | -------------- |
| 8   | 1er  | Pascal Leclaire  | Canada      | Gardien de but |
| 38  | 2e   | Tim Jackman      | États-Unis  | Ailier droit   |
| 53  | 2e   | Kiel McLeod      | Canada      | Centre         |
| 85  | 3e   | Aaron Johnson    | Canada      | Défenseur      |
| 87  | 3e   | Per Mårs         | Suède       | Ailier gauche  |
| 141 | 5e   | Cole Jarrett     | Canada      | Défenseur      |
| 173 | 6e   | Justin Aikins    | Canada      | Centre         |
| 187 | 6e   | Artiom Vostrikov | Russie      | Centre         |
| 204 | 7e   | Raffaele Sannitz | Suisse      | Centre         |
| 236 | 8e   | Ryan Bowness     | Canada      | Ailier droit   |
| 242 | 8e   | Andrew Murray    | Canada      | Centre         |

### 2002
| No  | Tour | Nom                    | Nationalité        | Position      |
| --- | ---- | ---------------------- | ------------------ | ------------- |
| 1   | 1er  | Rick Nash              | Canada             | Ailier gauche |
| 41  | 2e   | Joakim Lindström       | Suède              | Ailier gauche |
| 65  | 3e   | Ole-Kristian Tollefsen | Norvège            | Défenseur     |
| 96  | 3e   | Jeff Genovy            | États-Unis         | Centre        |
| 98  | 4e   | Ivan Tkatchenko        | Russie             | Ailier droit  |
| 119 | 4e   | Jēkabs Rēdlihs         | Lettonie           | Défenseur     |
| 133 | 5e   | Lasse Pirjetä          | Finlande           | Centre        |
| 168 | 6e   | Tim Konsorada          | Canada             | Ailier droit  |
| 184 | 6e   | Jaroslav Balaštík      | Canada             | Ailier droit  |
| 199 | 7e   | Greg Mauldin           | États-Unis         | Centre        |
| 225 | 7e   | Steven Goertzen        | Canada             | Ailier droit  |
| 230 | 8e   | Jaroslav Kracík        | République tchèque | Centre        |
| 262 | 9e   | Sergueï Moziakine      | Russie             | Ailier gauche |

### 2003
| No  | Tour | Nom                | Nationalité | Position      |
| --- | ---- | ------------------ | ----------- | ------------- |
| 4   | 1er  | Nikolaï Jerdev     | Ukraine     | Ailier droit  |
| 46  | 2e   | Dan Fritsche       | États-Unis  | Centre        |
| 71  | 3e   | Dmitri Kosmatchiov | Russie      | Défenseur     |
| 103 | 4e   | Kevin Jarman       | Canada      | Ailier gauche |
| 104 | 4e   | Philippe Dupuis    | Canada      | Centre        |
| 138 | 5e   | Arsi Piispanen     | Finlande    | Ailier droit  |
| 168 | 6e   | Marc Methot        | Canada      | Défenseur     |
| 200 | 7e   | Aleksandr Gouskov  | Russie      | Défenseur     |
| 233 | 8e   | Mathieu Gravel     | Canada      | Ailier gauche |
| 283 | 9e   | Trevor Hendrikx    | Canada      | Défenseur     |

### 2004
| No  | Tour | Nom              | Nationalité        | Position       |
| --- | ---- | ---------------- | ------------------ | -------------- |
| 8   | 1er  | Alexandre Picard | Canada             | Ailier gauche  |
| 46  | 2e   | Adam Pineault    | États-Unis         | Ailier droit   |
| 59  | 2e   | Kyle Wharton     | Canada             | Défenseur      |
| 93  | 3e   | Dan LaCosta      | Canada             | Gardien de but |
| 96  | 3e   | Andreï Plekhanov | Russie             | Défenseur      |
| 133 | 5e   | Petr Pohl        | République tchèque | Ailier droit   |
| 167 | 6e   | Robert Page      | États-Unis         | Défenseur      |
| 190 | 6e   | Lennart Petrell  | Finlande           | Centre         |
| 198 | 7e   | Justin Vienneau  | Canada             | Défenseur      |
| 231 | 8e   | Brian McGuirk    | États-Unis         | Ailier gauche  |
| 233 | 8e   | Matt Greer       | États-Unis         | Ailier gauche  |
| 271 | 9e   | Grant Clitsome   | Canada             | Défenseur      |

### 2005
| No  | Tour | Nom             | Nationalité        | Position       |
| --- | ---- | --------------- | ------------------ | -------------- |
| 6   | 1er  | Gilbert Brulé   | Canada             | Centre         |
| 55  | 2e   | Adam McQuaid    | Canada             | Défenseur      |
| 67  | 3e   | Kris Russell    | Canada             | Défenseur      |
| 101 | 4e   | Jared Boll      | États-Unis         | Ailier droit   |
| 131 | 5e   | Tomas Pöpperle  | République tchèque | Gardien de but |
| 177 | 6e   | Derek Reinhart  | Canada             | Défenseur      |
| 189 | 6e   | Kirill Starkov  | Russie             | Centre         |
| 201 | 7e   | Trevor Hendrikx | Canada             | Défenseur      |

### 2006
| No  | Tour | Nom              | Nationalité | Position       |
| --- | ---- | ---------------- | ----------- | -------------- |
| 6   | 1er  | Derick Brassard  | Canada      | Centre         |
| 69  | 3e   | Steve Mason      | Canada      | Gardien de but |
| 85  | 3e   | Tom Sestito      | États-Unis  | Ailier gauche  |
| 113 | 4e   | Ben Wright       | Canada      | Défenseur      |
| 129 | 5e   | Robert Nyholm    | Finlande    | Ailier droit   |
| 136 | 5e   | Nick Sucharski   | Canada      | Ailier gauche  |
| 142 | 5e   | Maxime Fréchette | Canada      | Défenseur      |
| 159 | 6e   | Jesse Dudas      | Canada      | Défenseur      |
| 189 | 7e   | Derek Dorsett    | Canada      | Ailier droit   |
| 194 | 7e   | Matt Marquardt   | Canada      | Ailier gauche  |

### 2007
| No  | Tour | Nom              | Nationalité        | Position       |
| --- | ---- | ---------------- | ------------------ | -------------- |
| 7   | 1er  | Jakub Voráček    | République tchèque | Ailier droit   |
| 37  | 2e   | Stefan Legein    | Canada             | Ailier droit   |
| 53  | 2e   | Will Weber       | États-Unis         | Défenseur      |
| 68  | 3e   | Jake Hansen      | États-Unis         | Centre         |
| 94  | 4e   | Maksim Maïorov   | Russie             | Ailier droit   |
| 158 | 6e   | Allen York       | Canada             | Gardien de but |
| 211 | 7e   | Trent Vogelhuber | États-Unis         | Ailier droit   |

### 2008
| No  | Tour | Nom            | Nationalité        | Position      |
| --- | ---- | -------------- | ------------------ | ------------- |
| 6   | 1er  | Nikita Filatov | Russie             | Ailier gauche |
| 37  | 2e   | Cody Goloubef  | Canada             | Défenseur     |
| 107 | 4e   | Steven Delisle | Canada             | Défenseur     |
| 118 | 4e   | Drew Olson     | États-Unis         | Défenseur     |
| 127 | 5e   | Matt Calvert   | Canada             | Ailier gauche |
| 135 | 5e   | Tomáš Kubalík  | République tchèque | Ailier droit  |
| 137 | 5e   | Brent Regner   | Canada             | Défenseur     |
| 157 | 6e   | Cam Atkinson   | États-Unis         | Ailier droit  |
| 187 | 7e   | Sean Collins   | Canada             | Centre        |

### 2009
| No  | Tour | Nom             | Nationalité | Position     |
| --- | ---- | --------------- | ----------- | ------------ |
| 21  | 1er  | John Moore      | États-Unis  | Défenseur    |
| 56  | 2e   | Kevin Lynch     | États-Unis  | Centre       |
| 94  | 4e   | David Savard    | Canada      | Défenseur    |
| 137 | 5e   | Thomas Larkin   | Italie      | Défenseur    |
| 167 | 6e   | Anton Blomqvist | Suède       | Défenseur    |
| 197 | 7e   | Kyle Neuber     | Canada      | Ailier droit |

### 2010
| No  | Tour | Nom                       | Nationalité        | Position       |
| --- | ---- | ------------------------- | ------------------ | -------------- |
| 4   | 1er  | Ryan Johansen             | Canada             | Centre         |
| 34  | 2e   | Dalton Smith              | Canada             | Ailier gauche  |
| 55  | 2e   | Petr Straka               | République tchèque | Ailier droit   |
| 94  | 4e   | Brandon Archibald         | États-Unis         | Défenseur      |
| 102 | 4e   | Mathieu Corbeil-Thériault | Canada             | Gardien de but |
| 124 | 5e   | Austin Madaisky           | Canada             | Défenseur      |
| 154 | 6e   | Dalton Prout              | Canada             | Défenseur      |
| 184 | 7e   | Martin Ouellette          | Canada             | Gardien de but |

### 2011
| No  | Tour | Nom            | Nationalité        | Position       |
| --- | ---- | -------------- | ------------------ | -------------- |
| 37  | 2e   | Boone Jenner   | Canada             | Centre         |
| 66  | 3e   | T.J. Tynan     | États-Unis         | Centre         |
| 98  | 4e   | Mike Reilly    | États-Unis         | Défenseur      |
| 128 | 5e   | Seth Ambroz    | États-Unis         | Ailier droit   |
| 158 | 6e   | Lukáš Sedlák   | République tchèque | Centre         |
| 188 | 7e   | Anton Forsberg | Suède              | Gardien de but |

### 2012
| No  | Tour | Nom                | Nationalité | Position       |
| --- | ---- | ------------------ | ----------- | -------------- |
| 2   | 1er  | Ryan Murray        | Canada      | Défenseur      |
| 31  | 2e   | Oscar Dansk        | Suède       | Gardien de but |
| 62  | 3e   | Joonas Korpisalo   | Finlande    | Gardien de but |
| 95  | 4e   | Josh Anderson      | Canada      | Ailier droit   |
| 152 | 6e   | Daniel Zaar        | Suède       | Ailier droit   |
| 182 | 7e   | Gianluca Curcuruto | Canada      | Défenseur      |

### 2013
| No  | Tour | Nom                  | Nationalité | Position      |
| --- | ---- | -------------------- | ----------- | ------------- |
| 14  | 1er  | Alexander Wennberg   | Suède       | Centre        |
| 19  | 1er  | Kerby Rychel         | États-Unis  | Ailier gauche |
| 27  | 1er  | Marko Daňo           | Slovaquie   | Centre        |
| 50  | 2e   | Dillon Heatherington | Canada      | Défenseur     |
| 89  | 3e   | Oliver Bjorkstrand   | Danemark    | Ailier droit  |
| 105 | 4e   | Nick Moutrey         | Canada      | Centre        |
| 165 | 6e   | Markus Søberg        | Norvège     | Ailier droit  |
| 195 | 7e   | Peter Quenneville    | Canada      | Centre        |

### 2014
| No  | Tour | Nom              | Nationalité | Position       |
| --- | ---- | ---------------- | ----------- | -------------- |
| 16  | 1er  | Sonny Milano     | États-Unis  | Ailier gauche  |
| 47  | 2e   | Ryan Collins     | États-Unis  | Défenseur      |
| 76  | 3e   | Elvis Merzļikins | Lettonie    | Gardien de but |
| 77  | 3e   | Blake Siebenaler | États-Unis  | Défenseur      |
| 107 | 4e   | Julien Pelletier | Canada      | Ailier gauche  |
| 137 | 5e   | Tyler Bird       | États-Unis  | Ailier droit   |
| 197 | 7e   | Olivier Leblanc  | Canada      | Défenseur      |

### 2015
| No  | Tour | Nom                | Nationalité | Position      |
| --- | ---- | ------------------ | ----------- | ------------- |
| 8   | 1er  | Zach Werenski      | États-Unis  | Défenseur     |
| 29  | 1er  | Gabriel Carlsson   | Suède       | Défenseur     |
| 38  | 2e   | Paul Bittner       | États-Unis  | Ailier gauche |
| 58  | 2e   | Kevin Stenlund     | Suède       | Centre        |
| 69  | 3e   | Keegan Kolesar     | Canada      | Ailier droit  |
| 129 | 5e   | Sam Ruopp          | Canada      | Défenseur     |
| 141 | 5e   | Veeti Vainio       | Finlande    | Défenseur     |
| 159 | 6e   | Vladislav Gavrikov | Russie      | Défenseur     |
| 189 | 7e   | Markus Nutivaara   | Finlande    | Défenseur     |

### 2016
| No  | Tour | Nom               | Nationalité | Position       |
| --- | ---- | ----------------- | ----------- | -------------- |
| 3   | 1er  | Pierre-Luc Dubois | Canada      | Ailier gauche  |
| 34  | 2e   | Andrew Peeke      | États-Unis  | Défenseur      |
| 65  | 3e   | Vitali Abramov    | Russie      | Ailier droit   |
| 155 | 6e   | Peter Thome       | États-Unis  | Gardien de but |
| 185 | 7e   | Calvin Thürkauf   | Suisse      | Centre         |

### 2017
| No  | Tour | Nom                | Nationalité | Position       |
| --- | ---- | ------------------ | ----------- | -------------- |
| 45  | 2e   | Alexandre Texier   | France      | Centre         |
| 86  | 3e   | Daniil Tarassov    | Russie      | Gardien de but |
| 117 | 4e   | Emil Bemström      | Suède       | Centre         |
| 148 | 5e   | Kale Howarth       | États-Unis  | Ailier gauche  |
| 170 | 6e   | Jonathan Davidsson | Suède       | Ailier droit   |
| 179 | 6e   | Carson Meyer       | États-Unis  | Ailier droit   |
| 210 | 7e   | Robbie Stucker     | États-Unis  | Défenseur      |

### 2018
| No  | Tour | Nom               | Nationalité | Position       |
| --- | ---- | ----------------- | ----------- | -------------- |
| 18  | 1er  | Liam Foudy        | Canada      | Centre         |
| 49  | 2e   | Kirill Martchenko | Russie      | Ailier droit   |
| 80  | 3e   | Marcus Karlberg   | Suède       | Ailier gauche  |
| 159 | 6e   | Tim Berni         | Suisse      | Défenseur      |
| 173 | 6e   | Veini Vehviläinen | Finlande    | Gardien de but |
| 205 | 7e   | Trey Fix-Wolansky | Canada      | Ailier droit   |

### 2019
| No  | Tour | Nom             | Nationalité | Position      |
| --- | ---- | --------------- | ----------- | ------------- |
| 104 | 4e   | Eric Hjorth     | Suède       | Défenseur     |
| 114 | 4e   | Dmitri Voronkov | Russie      | Ailier gauche |
| 212 | 7e   | Tyler Angle     | Canada      | Centre        |

### 2020
| No  | Tour | Nom                      | Nationalité | Position      |
| --- | ---- | ------------------------ | ----------- | ------------- |
| 21  | 1er  | Iegor Tchinakhov         | Russie      | Ailier droit  |
| 78  | 3e   | Samuel Kňažko            | Slovaquie   | Défenseur     |
| 114 | 4e   | Mikael Pyyhtia           | Finlande    | Ailier gauche |
| 145 | 5e   | Ole Julian Bjorgvik-Holm | Norvège     | Défenseur     |
| 176 | 6e   | Samuel Johannesson       | Suède       | Défenseur     |

### 2021
| No  | Tour | Nom               | Nationalité        | Position      |
| --- | ---- | ----------------- | ------------------ | ------------- |
| 5   | 1er  | Kent Johnson      | Canada             | Centre        |
| 12  | 1er  | Cole Sillinger    | États-Unis         | Centre        |
| 25  | 1er  | Corson Ceulemans  | Canada             | Défenseur     |
| 69  | 3e   | Stanislav Svozil  | République tchèque | Défenseur     |
| 101 | 4e   | Guillaume Richard | Canada             | Défenseur     |
| 132 | 5e   | Nikolaï Makarov   | Russie             | Défenseur     |
| 133 | 5e   | James Malatesta   | Canada             | Ailier gauche |
| 165 | 6e   | Ben Boyd          | Canada             | Ailier gauche |
| 197 | 7e   | Martin Ryšavý     | République tchèque | Ailier droit  |

### 2022
| No  | Tour | Nom                 | Nationalité | Position       |
| --- | ---- | ------------------- | ----------- | -------------- |
| 6   | 1er  | David Jiříček       | Tchéquie    | Défenseur      |
| 12  | 1er  | Denton Mateychuk    | Canada      | Défenseur      |
| 44  | 2e   | Luca Del Bel Belluz | Canada      | Centre         |
| 96  | 3e   | Jordan Dumais       | Canada      | Ailier droit   |
| 109 | 4e   | Kirill Doljenkov    | Russie      | Ailier droit   |
| 138 | 5e   | Sergueï Ivanov      | Russie      | Gardien de but |
| 203 | 7e   | James Fisher        | États-Unis  | Ailier droit   |

### 2023
| No  | Tour | Nom               | Nationalité | Position       |
| --- | ---- | ----------------- | ----------- | -------------- |
| 3   | 1er  | Adam Fantilli     | Canada      | Centre         |
| 34  | 2e   | Gavin Brindley    | États-Unis  | Centre         |
| 66  | 3e   | William Whitelaw  | États-Unis  | Ailier droit   |
| 98  | 4e   | Andrew Strathmann | États-Unis  | Défenseur      |
| 114 | 4e   | Luca Pinelli      | Canada      | Centre         |
| 156 | 5e   | Melvin Strahl     | Suède       | Gardien de but |
| 194 | 7e   | Oiva Keskinen     | Finlande    | Centre         |
| 224 | 7e   | Tyler Peddle      | Canada      | Ailier gauche  |

### 2024
| No  | Tour | Nom              | Nationalité | Position       |
| --- | ---- | ---------------- | ----------- | -------------- |
| 4   | 1er  | Cayden Lindstrom | Canada      | Attaquant      |
| 36  | 2e   | Charlie Elick    | Canada      | Défenseur      |
| 60  | 2e   | Evan Gardner     | Canada      | Gardien de but |
| 86  | 3e   | Luca Marelli     | Canada      | Défenseur      |
| 101 | 4e   | Tanner Henricks  | États-Unis  | Défenseur      |
| 165 | 6e   | Luke Ashton      | Canada      | Défenseur      |

### 2025
| No  | Tour | Nom                   | Nationalité | Position       |
| --- | ---- | --------------------- | ----------- | -------------- |
| 14  | 1er  | Jackson Smith         | Canada      | Défenseur      |
| 20  | 1er  | Piotr Andreïanov      | Russie      | Gardien de but |
| 76  | 3e   | Malte Vass            | Suède       | Défenseur      |
| 160 | 5e   | Owen Griffin          | Canada      | Centre         |
| 173 | 6e   | Victor Hedin Raftheim | Suède       | Défenseur      |
| 198 | 7e   | Jérémy Loranger       | Canada      | Attaquant      |